# پارک ملی جوشین‌اتسو-کوگن
پارک ملی جوشین‌اتسو-کوگن (به لاتین: Jōshin'etsu-kōgen National Park) یک پارک ملی و منطقهٔ مسکونی در ژاپن است که در Honshū, Japan واقع شده‌است.